# Johan Heinrich Rennefeld
Johann Heinrich Maria Hubert Rennefeld (Neuss, 18 juli 1832 – Amsterdam, 3 december 1877) was een Nederlands etser, graveur en schooldirecteur. Hij wordt in de literatuur vermeld als J.H. Rennefeld en J.H. Renneveld.

## Leven en werk
Johan Heinrich Rennefeld was een zoon van Johann Caspar Rennefeld, goud- en zilversmid, en Margaretha Claren. In 1834 verhuisde het gezin naar de Bloemgracht in Amsterdam. Rennefeld studeerde aan de Koninklijke Akademie van Beeldende Kunsten (1845-1848), als leerling van Benoit Taurel. Rennefeld trouwde in 1865 met Henriette Löwenstamm (1838-1877).
Rennefeld maakte etsen en gravures. Hij ontving voor zijn werk onder andere de kleine zilveren medaille (1852) en een eervolle vermelding (1854) van de Amsterdamse academie en een medaille op de wereldtentoonstelling van 1873 in Wenen. Zijn prenten verschenen onder meer in een Nederlandse uitgave van Adam Bede van George Eliot (1860) en in een door Jacob van Lennep, Willem Moll en Jan ter Gouw samengestelde, tweedelige serie Nederlands geschiedenis en volksleven in schetsen (1868-1872). Hij was vanaf 1862 lid en later secretaris van Arti et Amicitiae en vanaf de oprichting in 1875 redactielid van het tijdschrift Eigen Haard.
In 1874 werd Renneveld directeur van de nieuw opgerichte Toneelschool in Amsterdam. Hij overleed een aantal jaren later, op 45-jarige leeftijd, en werd begraven in Diemen.

## Enkele werken

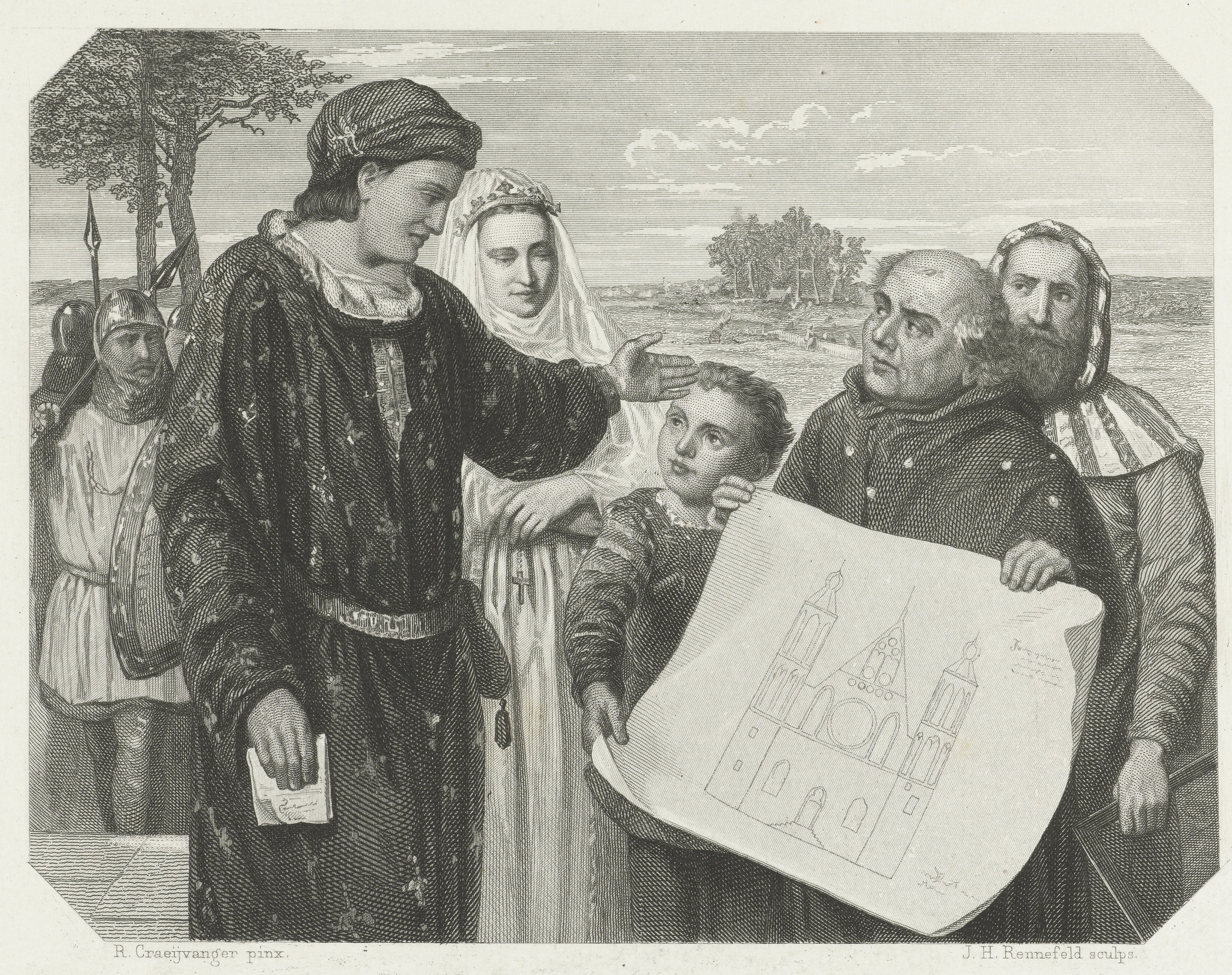
Willem II sticht het Binnenhof te 's-Gravenhage, naar Reinier Craeyvanger
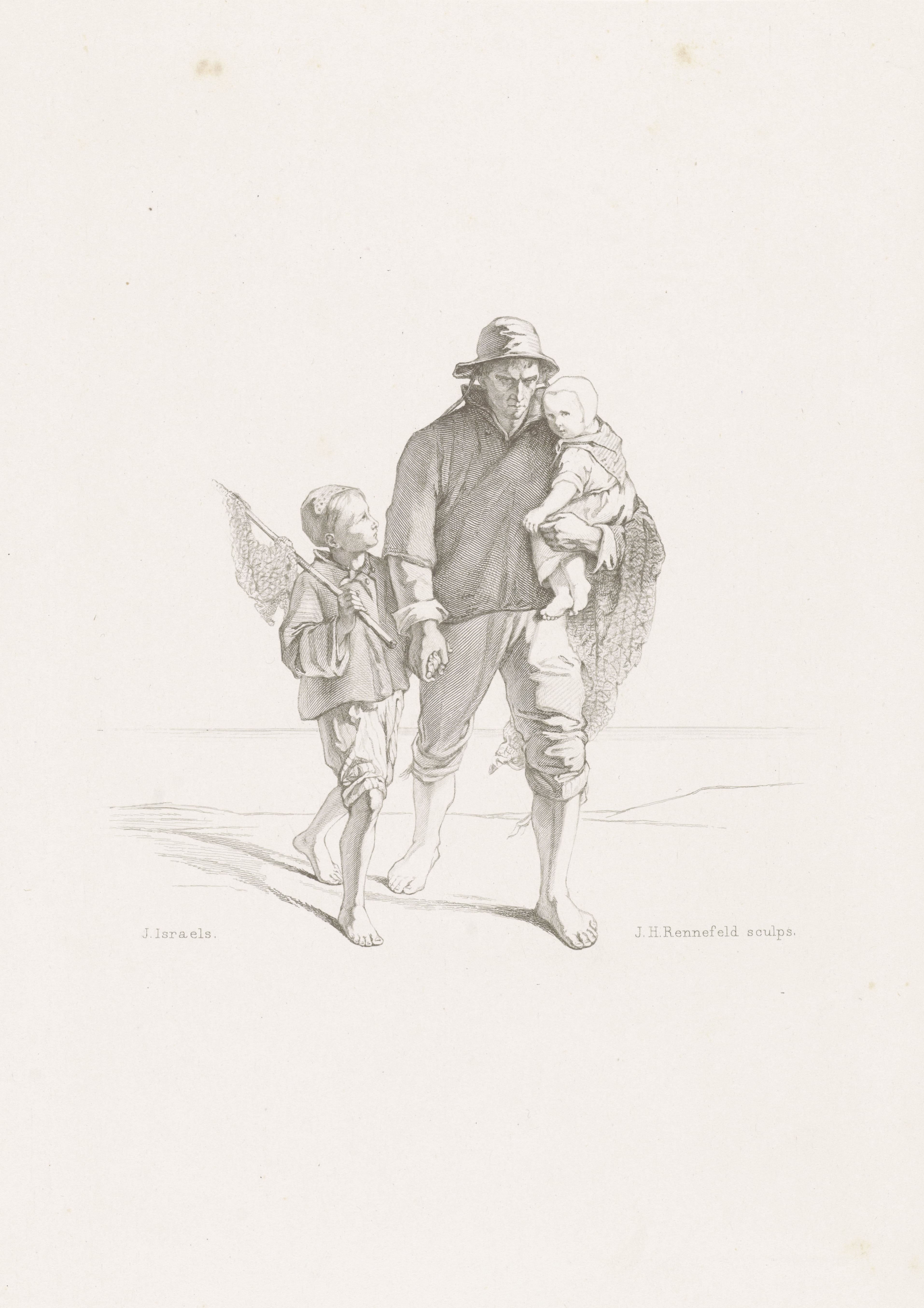
Langs moeders graf, naar Jozef Israëls
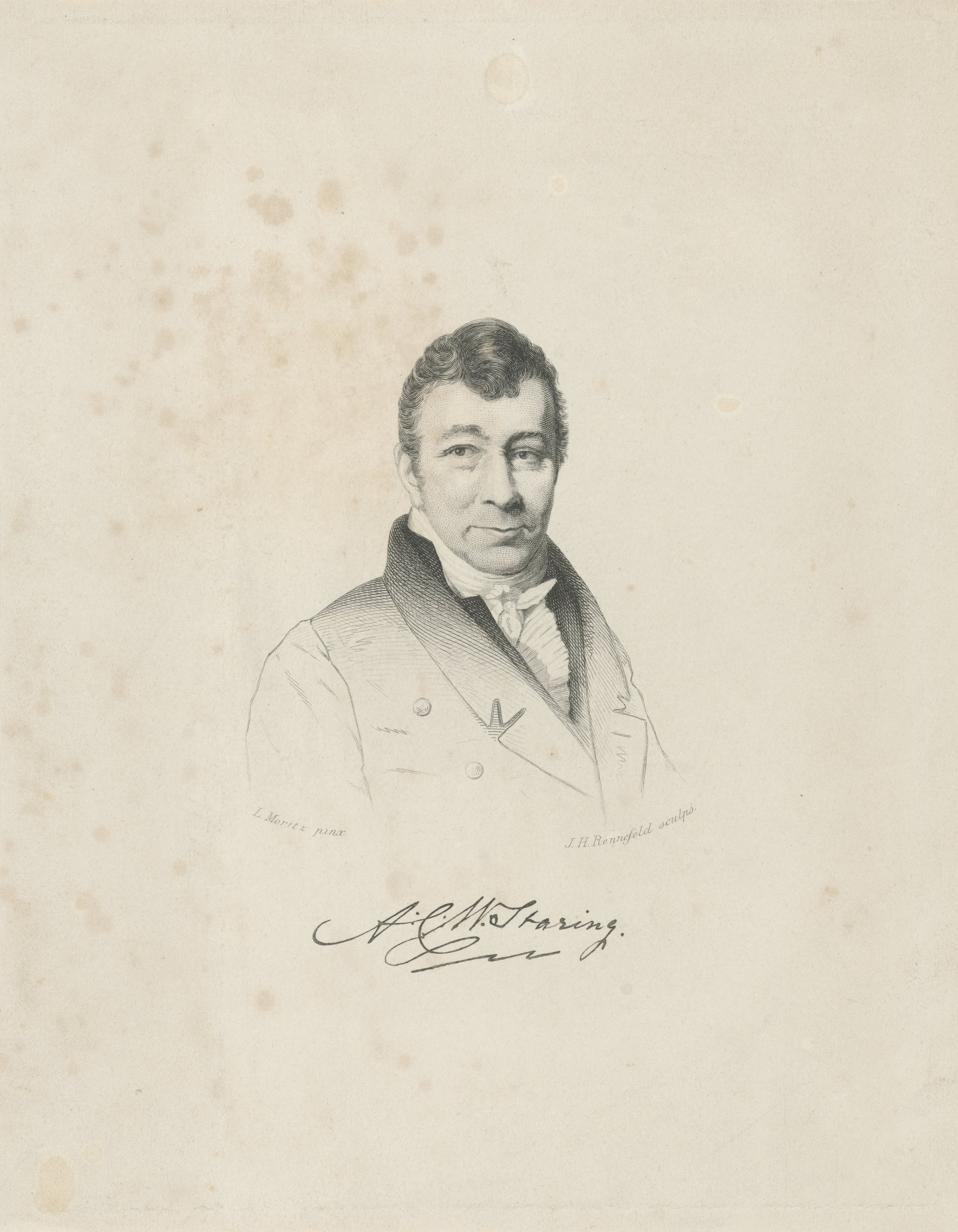
Portret van A.C.W. Staring, naar Louis Moritz
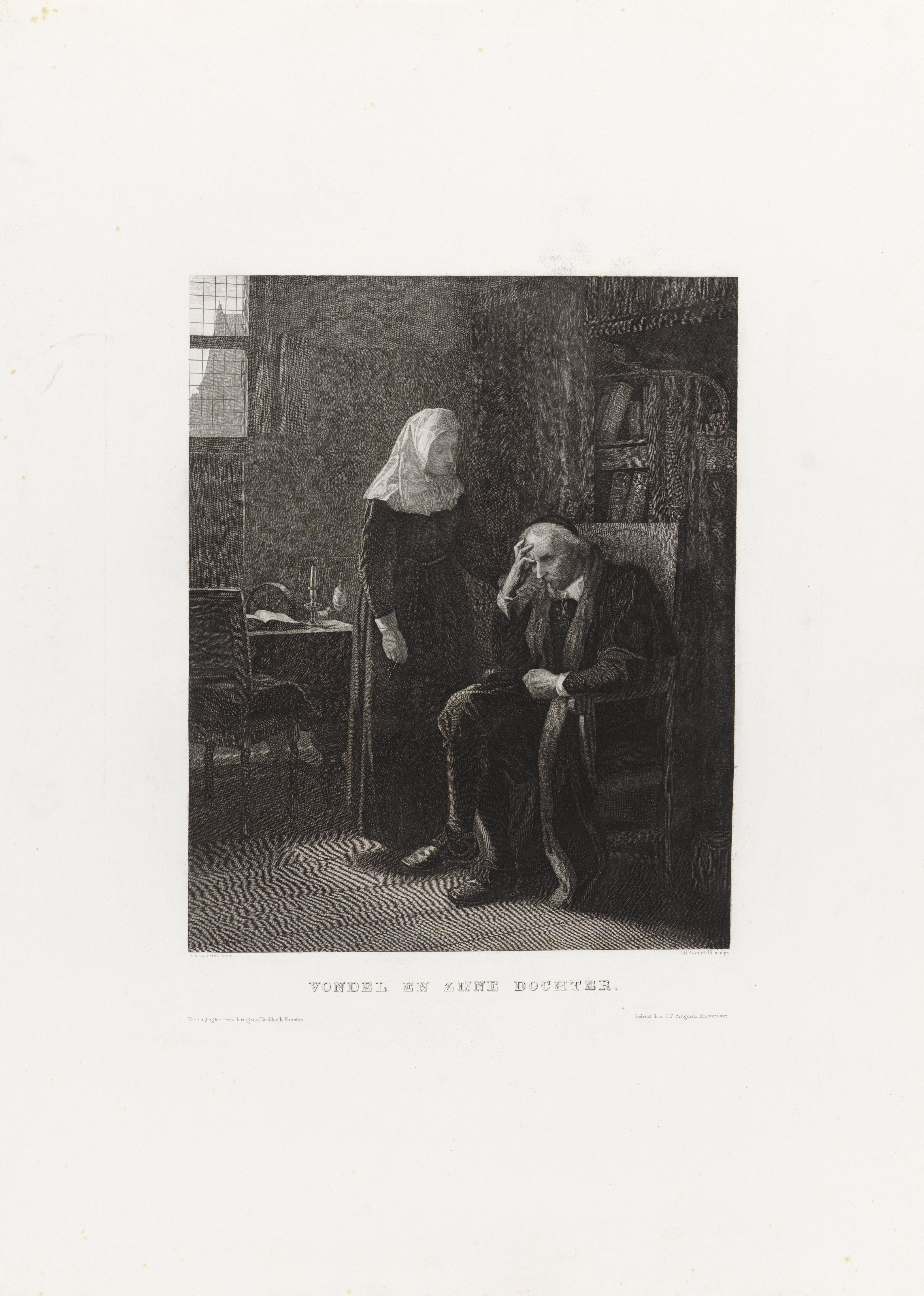
Joost van den Vondel en zijn dochter, naar Hendrik Albert van Trigt

- Biografisch Portaal: 40472791
- Gemeinsame Normdatei: 136064957
- International Standard Name Identifier: 0000 0000 6689 4183
- Nederlandse Thesaurus van Auteursnamen: 069964513
- RKD-Nederlands Instituut voor Kunstgeschiedenis: 89852
- Union List of Artist Names: 500101229
- Virtual International Authority File: 80472442
- WorldCat: E39PBJwMB6pH3W3D6HdXBMyPQq